# Auxilia
Auxilia (liczba mnoga od łac. auxilium „pomoc”) – starożytna formacja wojskowa działająca w ramach armii rzymskiej. Auxilia były wyspecjalizowanymi oddziałami z rzymskich prowincji i miały za zadanie wspierać główne siły pieszych legionów. Tymi jednostkami posiłkowymi była głównie jazda i łucznicy.
We wczesnym imperium istniały trzy rodzaje jednostek auxiliów:
- skrzydła kawalerii – jednostki kawaleryjskie,
- kohorty piesze (cohortes peditae) – lekka piechota towarzysząca legionom,
- kohorty mieszane (cohortes equitatae) – niewielkie samodzielne jednostki dalekiego rozpoznania, zabezpieczenia, eskorty i łączności.

Żołnierz po odbyciu wieloletniej służby otrzymywał obywatelstwo rzymskie, a niekiedy dotyczyło to także jego żony i dzieci (o ile zaznaczono to w „akcie zaszczytnego zwolnienia ze służby”, tabula honestae missionis). Oficerami w oddziałach auxiliów byli ekwici. W późnym cesarstwie wśród auxiliów pojawiali się:
- Sarmaci – auxilia sarmatae
- Alanowie – auxilia allani
- Wandalowie i Goci
- jazda rzymska